# Estado de Junqali
Junqali (en inglés: Jonglei, en árabe: جونقلي‎, Jonglei) es uno de los diez estados que forman Sudán del Sur. Localizado en la antigua región de Nilo Superior, ocupa un área de 122.479 km² y tiene una población estimada de 1.230.000 habitantes (2007). Bor es la capital del estado.
En Junqali, hay dos áreas naturales protegidas, el parque nacional Boma y la reserva de caza Zefah.

## Condados
Condados de Junqali:
- Akobo
- Ayod
- Gok
- Athooc
- Twic del Este
- Duk
- Fangak
- Pigi
- Nyirol
- Pibor
- Pochalla
- Uror
- Boma

- Datos: Q488904
- Multimedia: Jonglei state / Q488904